# Золотий Китат
Золотий Китат (рос. Золотой Китат) — річка в Російській Федерації, що протікає в Кемеровській області. Права притока Яї. Довжина — 185 км, площа водозабірного басейну — 2950 км².